# Hôtel de Rochambeau
El hôtel de Rochambeau u Hôtel d'Asfeld es un hôtel particulier ubicado en París, Francia.
Se encuentra en el numero 40 rue du Cherche-Midi, en el VI Distrito de París.

## Historia
El conde de Rochambeau vivía aquí en 1780 cuando recibió el mando de la fuerza expedicionaria enviada por Luis XVI a América. La asamblea constituyente de la sección francesa de la Société des Cincinnati tuvo lugar allí el 7 de enero de 1784, una reunión general en mayo de 1784 en los Estados Unidos, y otra el 4 de julio de 1784 en la mansión del Almirante d'Estaing.
Está catalogado como monumento histórico desde el 24 de junio de 1964.

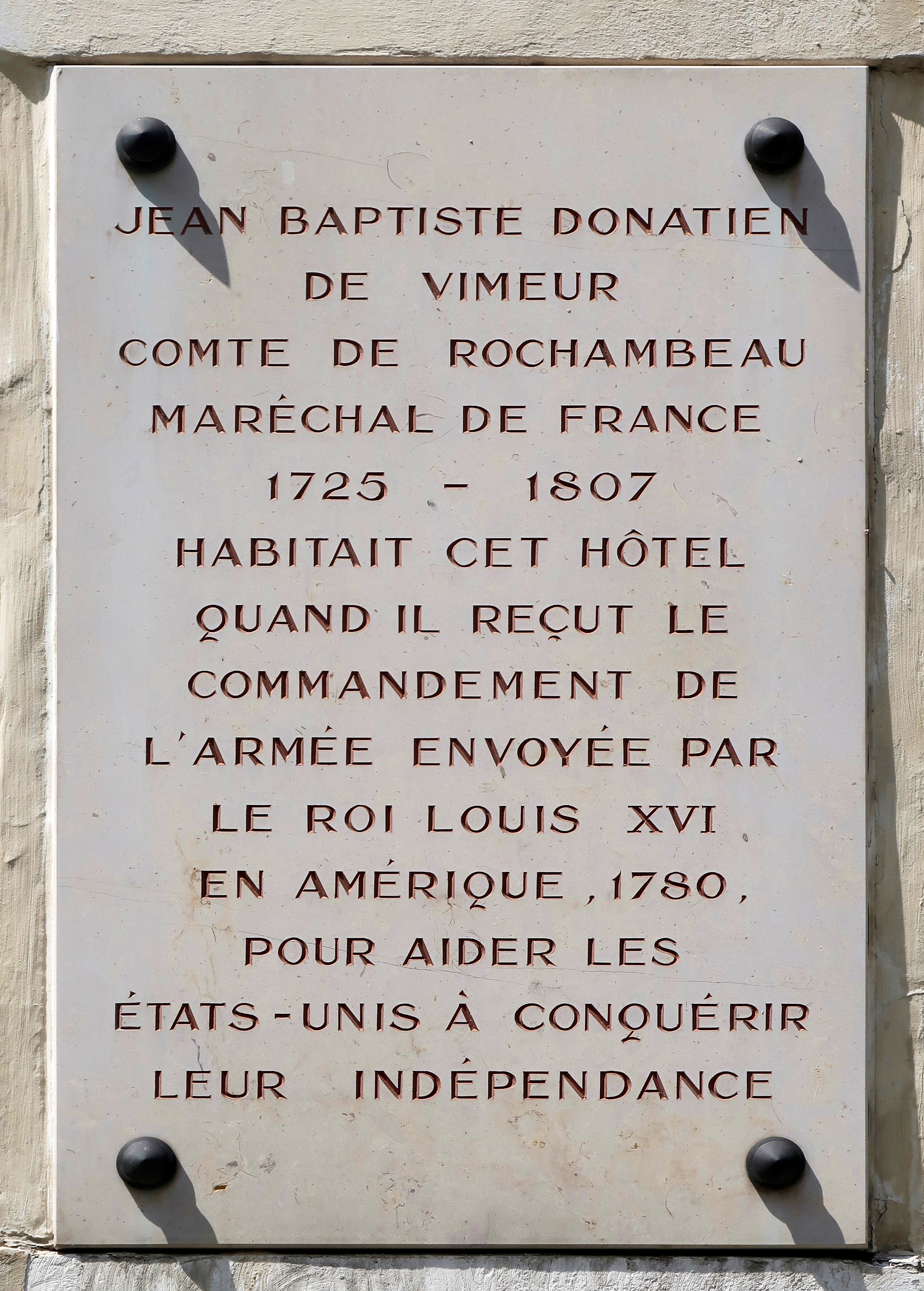
Placa en homenaje a Jean-Baptiste-Donatien de Vimeur de Rochambeau .
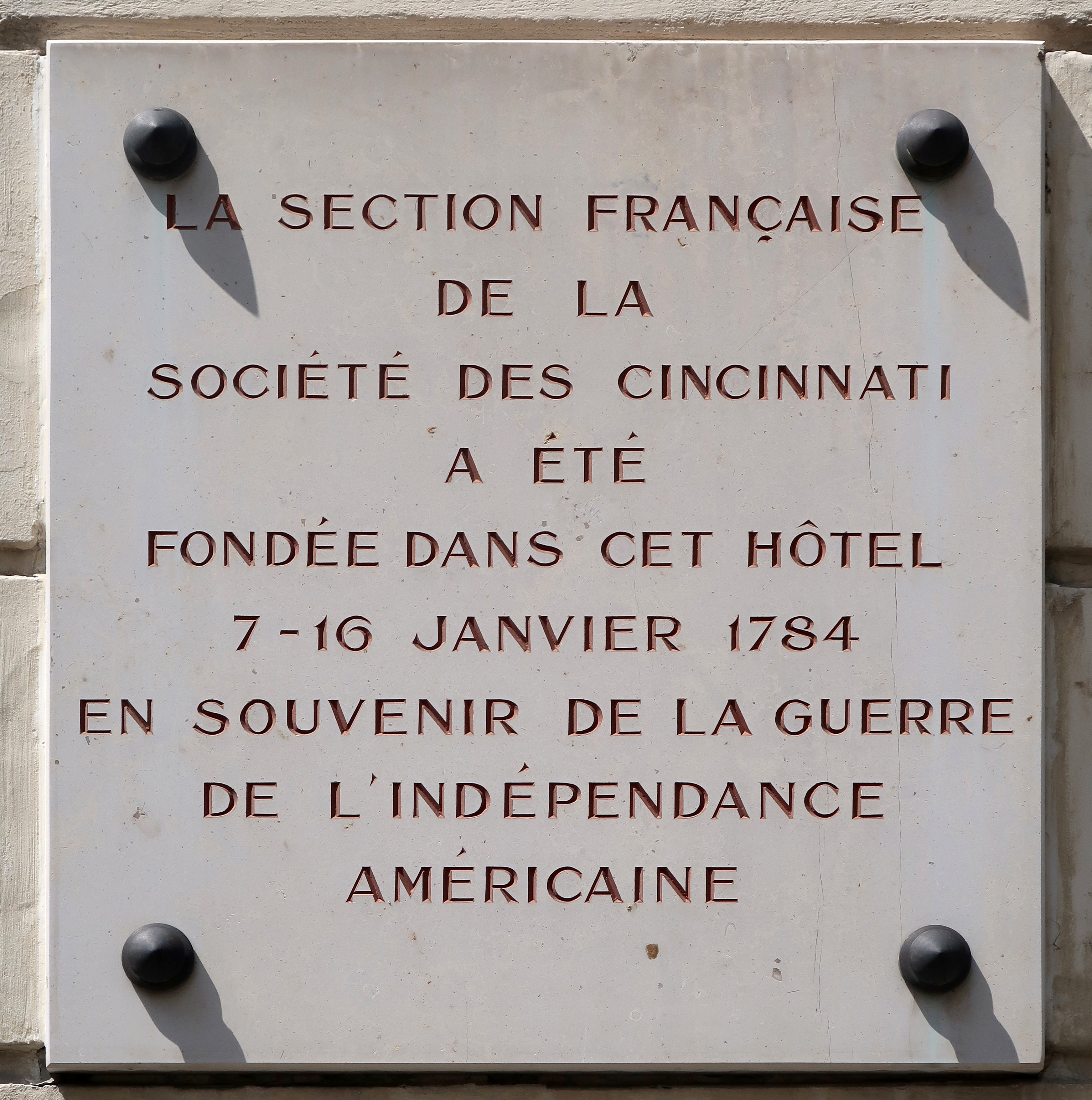
Placa conmemorativa de la formación de la rama francesa de la Sociedad de Cincinnati .